# جوديث وير
جوديث وير (بالإنجليزية: Judith Weir)‏ هي ملحنة بريطانية، ولدت في 11 مايو 1954 في كامبريدج في المملكة المتحدة.

## وصلات خارجية
- جوديث وير على موقع IMDb (الإنجليزية)
- جوديث وير على موقع الموسوعة البريطانية (الإنجليزية)
- جوديث وير على موقع مونزينجر (الألمانية)
- جوديث وير على موقع ميوزك برينز (الإنجليزية)
- جوديث وير على موقع أول ميوزيك (الإنجليزية)
- جوديث وير على موقع ديسكوغز (الإنجليزية)